# Donzy
Pour les articles homonymes, voir Donzy.
Donzy est une commune française située dans le nord du département de la Nièvre, en région Bourgogne-Franche-Comté.
Ses habitants sont appelés les Donziais.

## Géographie
Donzy est située au confluent de deux rivières : la Talvanne et le Nohain. Avec une superficie de 6 318 ha, elle est la commune la plus étendue du département.

### Géologie
Son territoire est coupé en deux par la vallée encaissée du Nohain présentant un goulet de rétrécissement de 85 m. Un plateau perché à 195 m d'altitude, au sol argilo-calcaire, s'étend sur la rive droite. Les premiers monts du Nivernais sont situés à une altitude de 220 m et comportent un sol silico-argileux, situés sur la rive gauche. Puis en aval de la ville la vallée s'écarte sur 200 m en direction de Lyot et du bois de Couy.

### Hydrographie
- Le Nohain, prend sa source à proximité d'Entrains.
- La Talvanne, prend sa source du côté de Cessy-les-Bois.
- L'Éminence, ruisseau.
- Étang de l'Éminence.

La présence de l'eau vaut à Donzy d'être appelé la petite Venise.

### Villages, hameaux, lieux-dits, écarts
- Les Attramois
- l'Aubron
- Bagneaux
- le Bailly
- le Beau-Chêne
- la Belle-Étoile
- la Bertine
- le Blanc-Gâteau
- le Bocard
- le Bois des Avis
- Bois de l'Éminence
- le Grand Bois-Dieu
- le Petit Bois-Dieu
- Bois-Gratton
- la Bretonnière
- la Grande Brosse (hameau le plus important de Donzy)
- la Petite Brosse
- les Buffats
- les Cabets
- le Carré-Courcy
- Cartier au Loup
- Champromain
- Champ des Cabets
- Champ de la Fée
- Champ de Gehenne
- Champ Roland
- le Chapiteau
- Chassenay
- Chatelaine
- Châtres
- la Chaume Martin
- Chandeliers
- Chenevières
- le Colombier
- le Commandeur
- le Courtil-au-Loup
- Crézan
- le Grand Crezan
- le Petit Crezan
- le Criot-de-l'Épeau
- les Criots-de-la-Motte
- Donzy-le-Pré
- l'Éminence
- l'Entonnoir
- l'Épeau
- l'Ermitage
- la Fontaine-d'Antan
- Fontbout
- la Gâtine
- la Georgerie
- les Goths
- Grand-Champ
- la Grilloterie
- Gué-de-Géhenne
- Lyot
- Malgouverne
- le Manoir
- Marquereau
- les Mauduits
- les Palus
- les Petites-Maisons
- les Pichons
- le Point-du-Jour
- les Poiriers
- Pontcharrault
- la Prairie Saint-Jean
- les Rollands
- Saint-Jean
- Saint-Martin-du-Pré
- les Terres de la Motte
- Terres de l'Entonnoir
- la Tuilerie
- les Vallées
- la Vallée Boulat
- Vauchery
- Villarnou

### Communes limitrophes
| Pougny                  | Alligny-Cosne           | Perroy            |
| Saint-Martin-sur-Nohain | Donzy                   | Couloutre Colméry |
| Suilly-la-Tour          | Sainte-Colombe-des-Bois | Cessy-les-Bois    |

### Climat
Pour des articles plus généraux, voir Climat de la Bourgogne-Franche-Comté et Climat de la Nièvre.
En 2010, le climat de la commune est de type climat océanique dégradé des plaines du Centre et du Nord, selon une étude du Centre national de la recherche scientifique s'appuyant sur une série de données couvrant la période 1971-2000. En 2020, Météo-France publie une typologie des climats de la France métropolitaine dans laquelle la commune est exposée à un climat océanique altéré et est dans la région climatique  Centre et contreforts nord du Massif Central, caractérisée par un air sec en été et un bon ensoleillement. 
Pour la période 1971-2000, la température annuelle moyenne est de 10,9 °C, avec une amplitude thermique annuelle de 15,9 °C. Le cumul annuel moyen de précipitations est de 776 mm, avec 12 jours de précipitations en janvier et 7,6 jours en juillet. Pour la période 1991-2020, la température moyenne annuelle observée sur la station météorologique de Météo-France la plus proche, « Léré », sur la commune de Léré à 22 km à vol d'oiseau, est de 11,6 °C et le cumul annuel moyen de précipitations est de 710,5 mm. 
La température maximale relevée sur cette station est de 41,9 °C, atteinte le 25 juillet 2019 ; la température minimale est de −13,3 °C, atteinte le 9 février 2012,,. 
Les paramètres climatiques de la commune ont été estimés pour le milieu du siècle (2041-2070) selon différents scénarios d'émission de gaz à effet de serre à partir des nouvelles projections climatiques de référence DRIAS-2020. Ils sont consultables sur un site dédié publié par Météo-France en novembre 2022.

## Urbanisme

### Typologie
Au 1er janvier 2024, Donzy est catégorisée bourg rural, selon la nouvelle grille communale de densité à sept niveaux définie par l'Insee en 2022.
Elle est située hors unité urbaine. Par ailleurs la commune fait partie de l'aire d'attraction de Cosne-Cours-sur-Loire, dont elle est une commune de la couronne,. Cette aire, qui regroupe 30 communes, est catégorisée dans les aires de moins de 50 000 habitants,.

### Occupation des sols
L'occupation des sols de la commune, telle qu'elle ressort de la base de données européenne d’occupation biophysique des sols Corine Land Cover (CLC), est marquée par l'importance des territoires agricoles (73 % en 2018), une proportion identique à celle de 1990 (73 %). La répartition détaillée en 2018 est la suivante : 
terres arables (64,1 %), forêts (22,8 %), prairies (8,6 %), zones urbanisées (2,3 %), milieux à végétation arbustive et/ou herbacée (1,9 %), zones agricoles hétérogènes (0,3 %). L'évolution de l’occupation des sols de la commune et de ses infrastructures peut être observée sur les différentes représentations cartographiques du territoire : la carte de Cassini (XVIIIe siècle), la carte d'état-major (1820-1866) et les cartes ou photos aériennes de l'IGN pour la période actuelle (1950 à aujourd'hui).

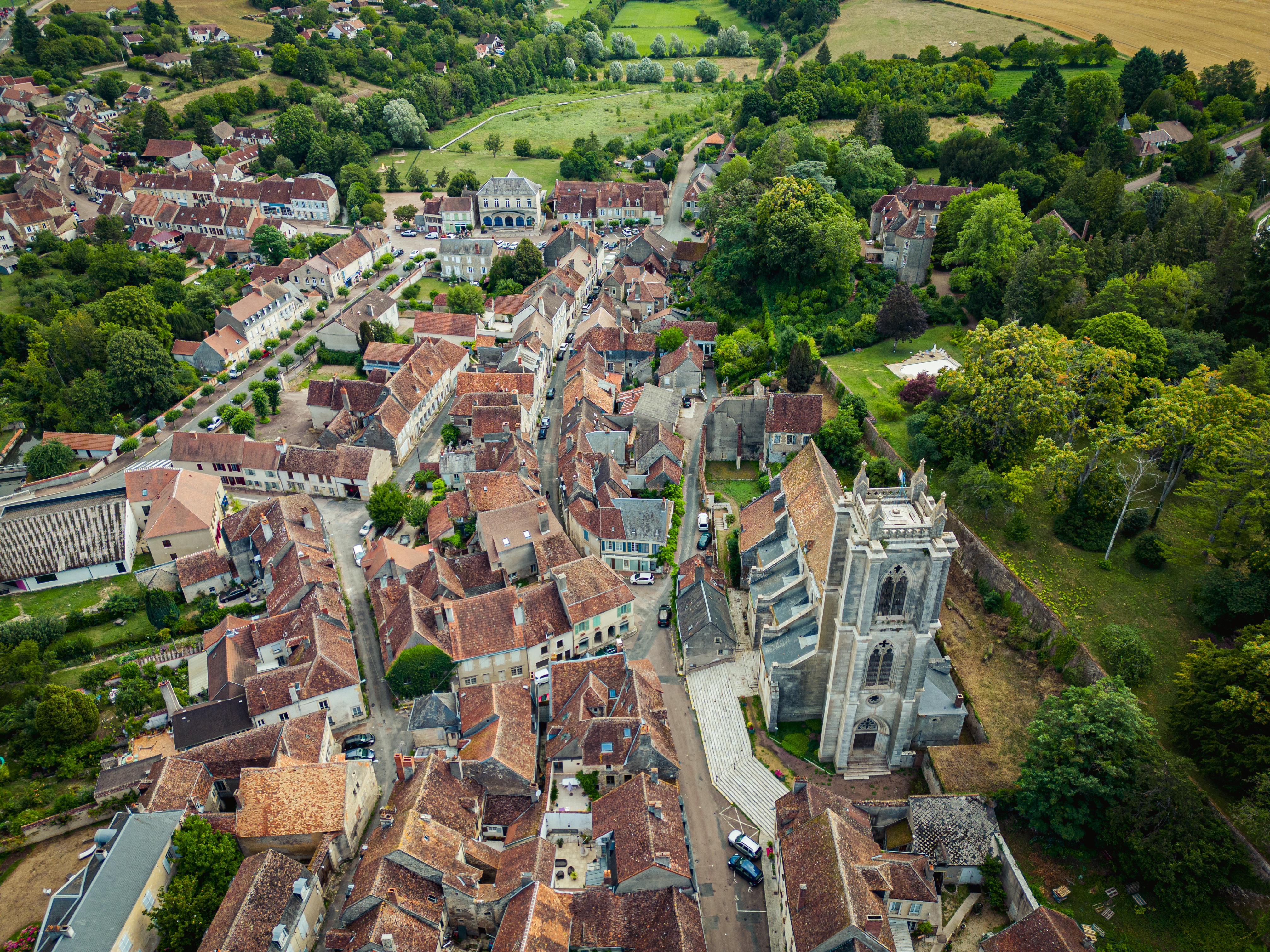
Vue aérienne du centre ville de Donzy, Nièvre

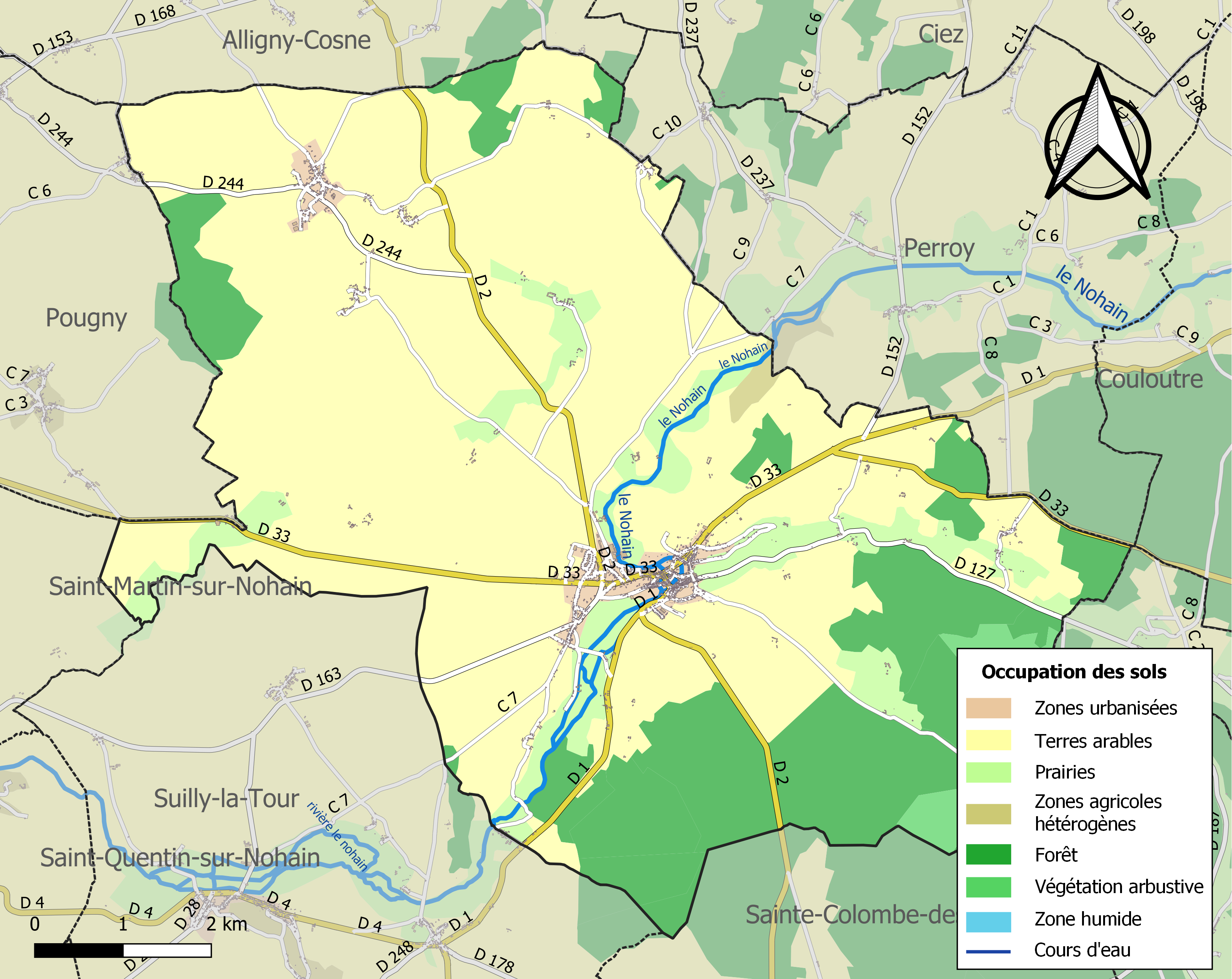
Carte des infrastructures et de l'occupation des sols de la commune en 2018 (CLC).

## Toponymie
On relève les formes suivantes du nom de la commune : Domiciacus (vers 600), Donziacum (1120) et Danziacum (1309).

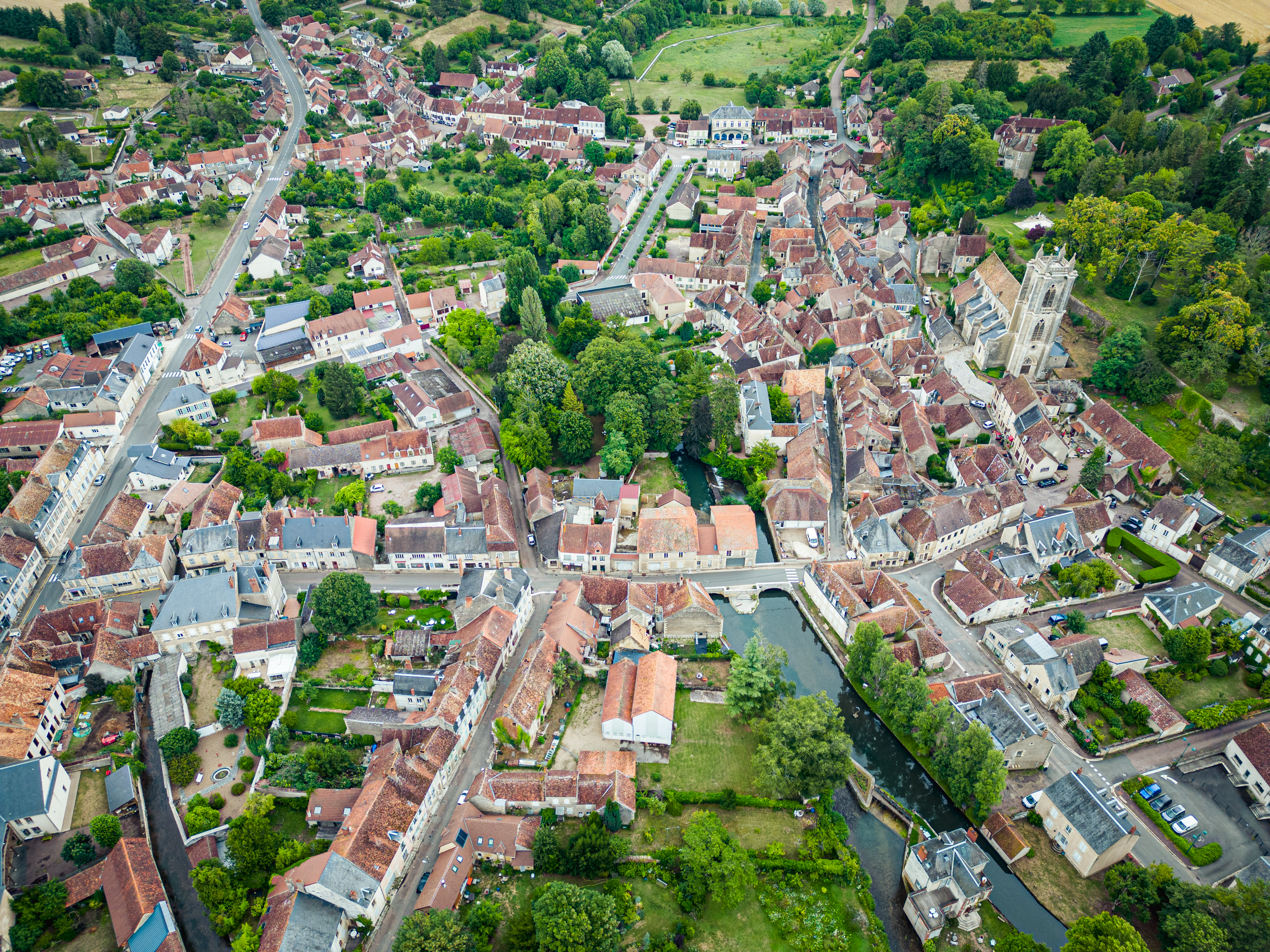
Vue aérienne de Donzy en 2023
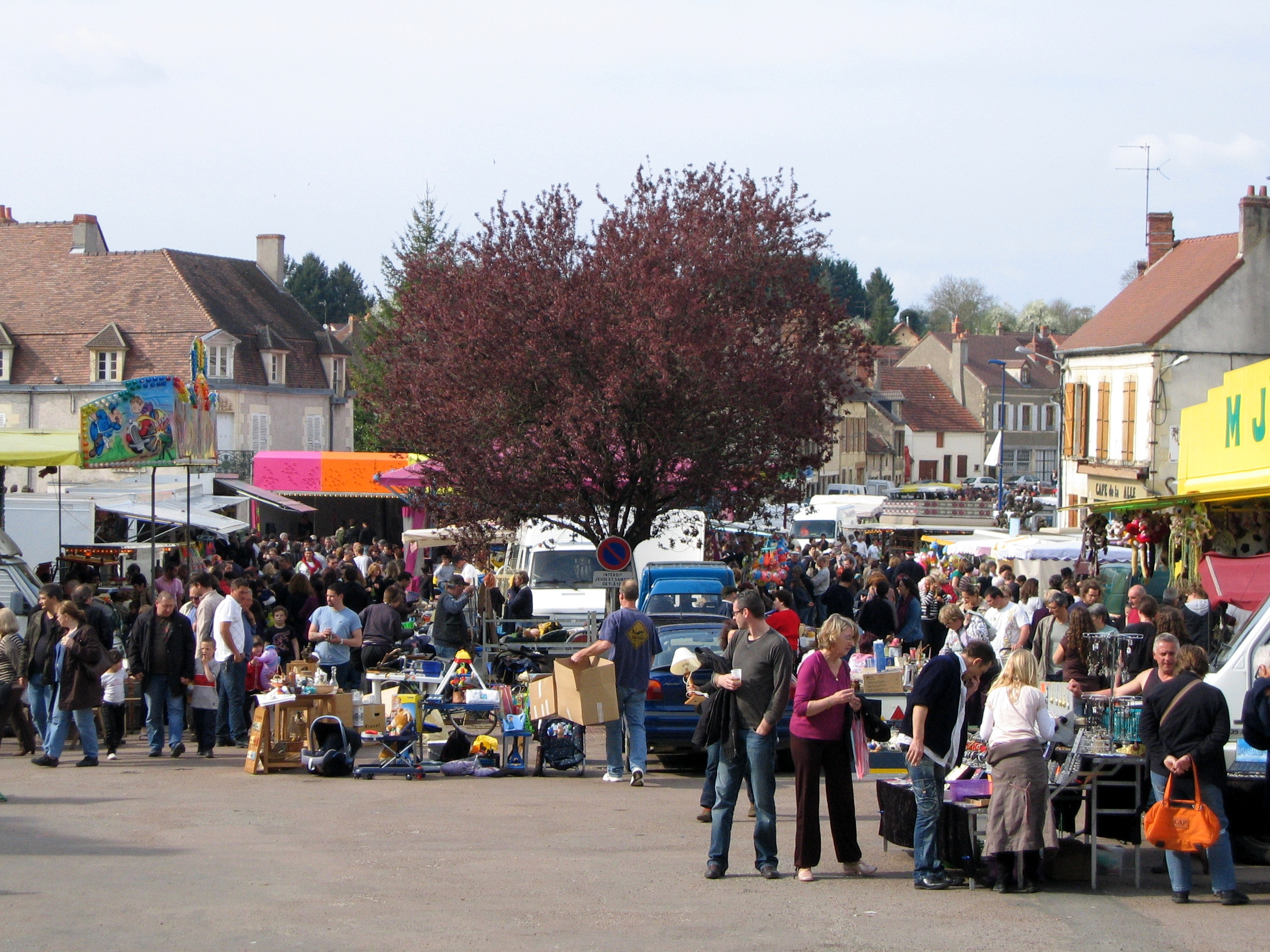
Brocante de Pâques à Donzy
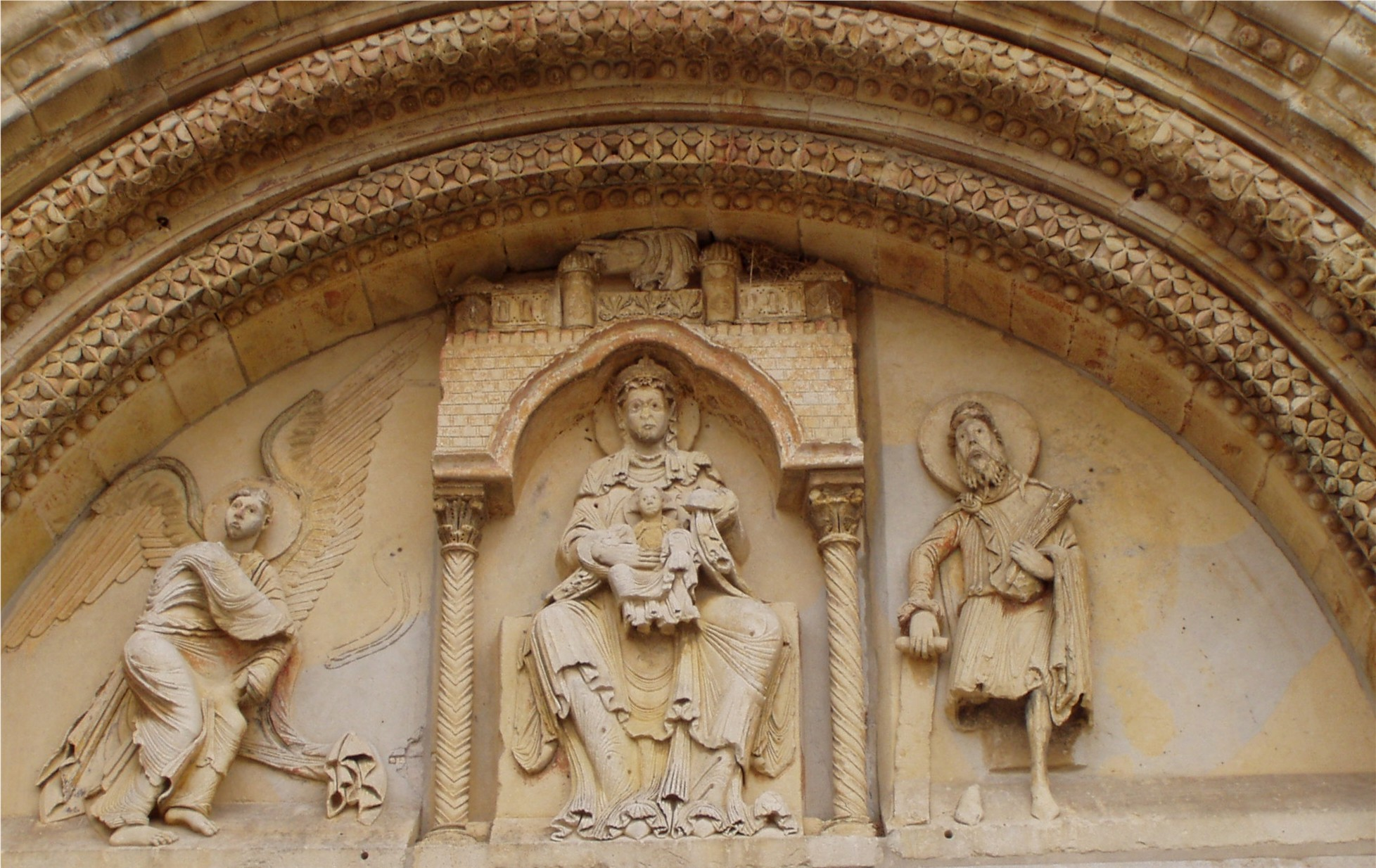
Notre Dame-du-pré, Donzy
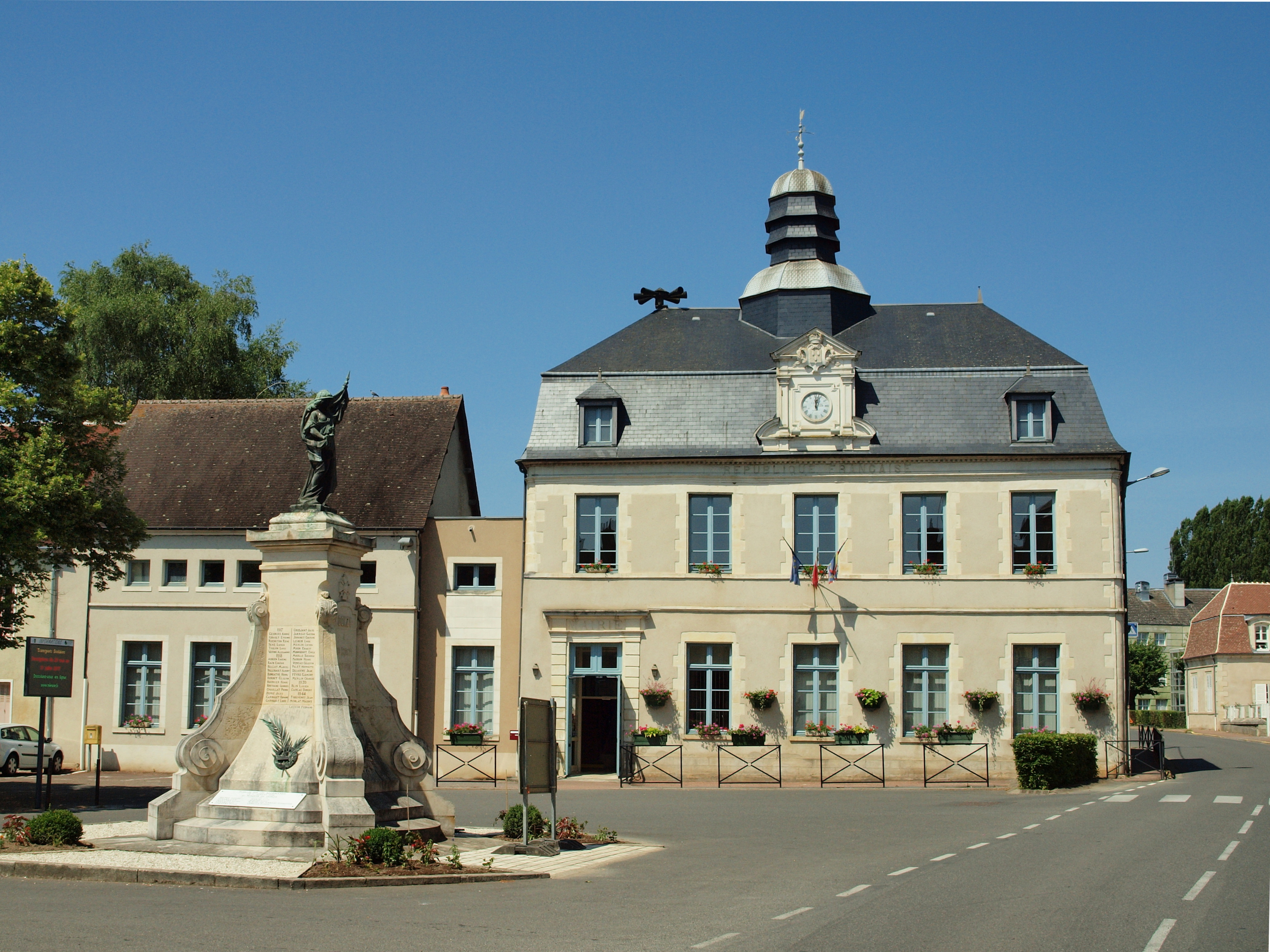
Mairie de Donzy, Nièvre
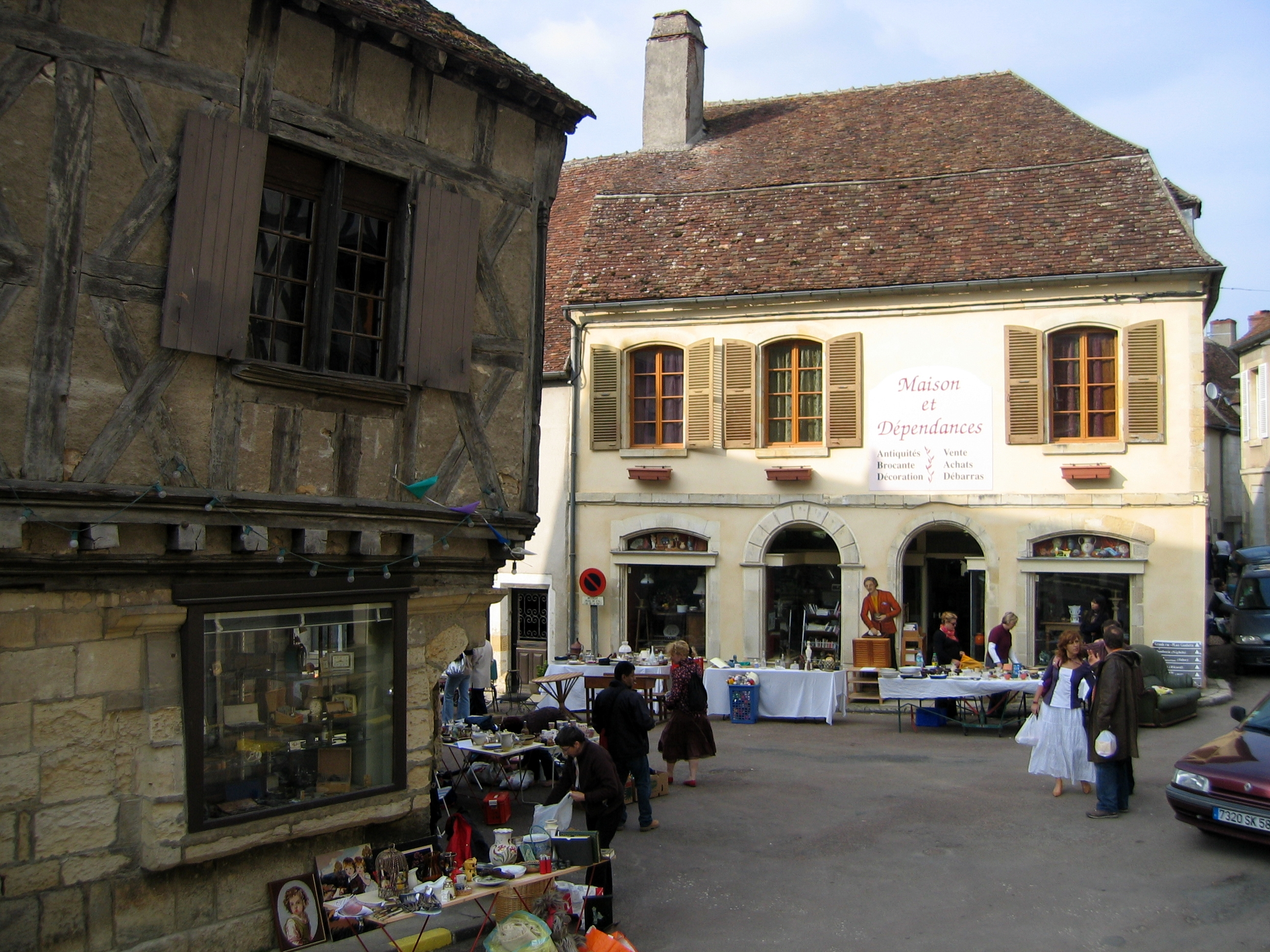
Vue vers l'église
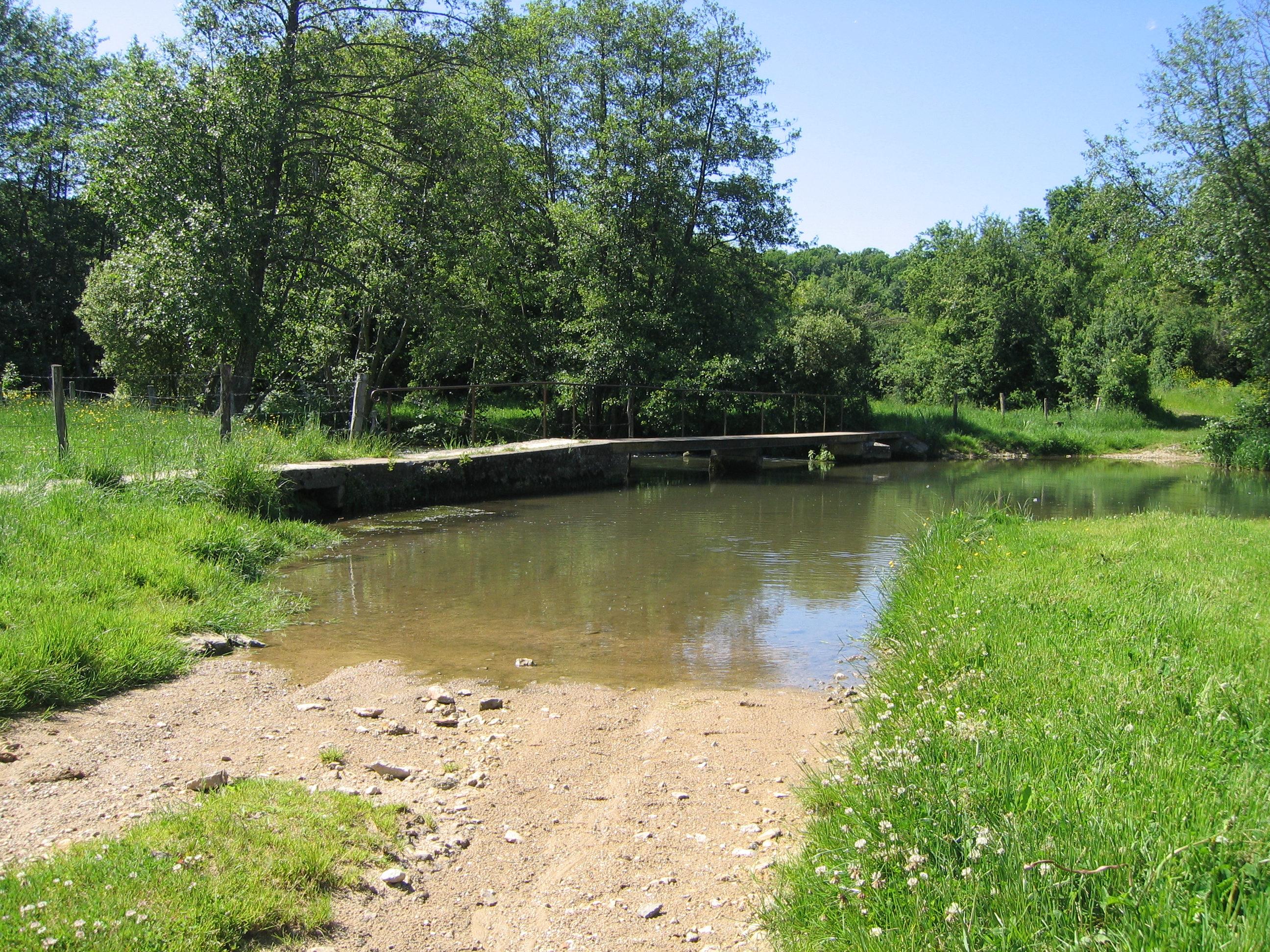
Gue sur le Nohain

## Histoire

### Préhistoire
Des enclos circulaires existent dès l'âge du fer sur le territoire de Donzy au Hallstatt : un aux Chandeliers de près de 35 m de diamètre, ainsi qu'une autre plus petite au Champ des Cabets, d'un diamètre de 25 m et de La Tène existent des enclos carrés à usage funéraire aux Poiriers, à proximité du Bois des Avis, trois l'un près de l'autre, deux de 16 m et le troisième de 10 m de côté avec un chemin à l'est et des fosses. Un autre se situe près de Crézan et fait 22 m de côté avec une structure ovoïde et un plus petit de 8 m de côté dans la parcelle voisine. Des traces de cheminement furent constatées dans le Bois de l'Éminence avec des enclos quadrangulaires. Des traces d'enceintes quadrangulaires fossoyées et de différentes tailles se trouvent par exemple à Blanc Gâteau, une à cloisonnement interne dans la Prairie Saint-Jean, deux autres trapézoïdales au Champ de la Fée et aux Chenevières, d'autres aux Mauduits, la Chaume Martin, la Vallée Boulat, les Chandeliers, Champ Roland, les Terres de la Motte, Grand-Champ, la Georgerie, les Terres de l'Entonnoir. Une se révèle être intéressante, aux angles arrondis et de forme rectangulaire, et avec une entrée sur le milieu du petit côté, au nord ; elle fait environ 100 × 40 m, sur la rive Est du Fontbout dans le Champ de Gehenne. Il est difficile de donner une interprétation car elles ne furent pas sondées.
Des portions de voies furent également identifiées grâce à la persistance de leurs fossés ; à Terres de Gâtine, le Champ de la Gâtine, Grand-Champ, la Grande Gâtine est elle très large et rectiligne, elle se poursuit vers l'est en direction des Fourgonneries à Perroy.
D'autres sites furent trouvés : une motte féodale dans la parcelle Au Cartier au Loup et un plan carré de 40 m de côté dans le Pré de la Motte.

### Moyen Âge
En 596 le règlement de saint Aunaire, 18e évêque d'Auxerre (572-605), inclut Donzy dans les trente principales paroisses du diocèse.

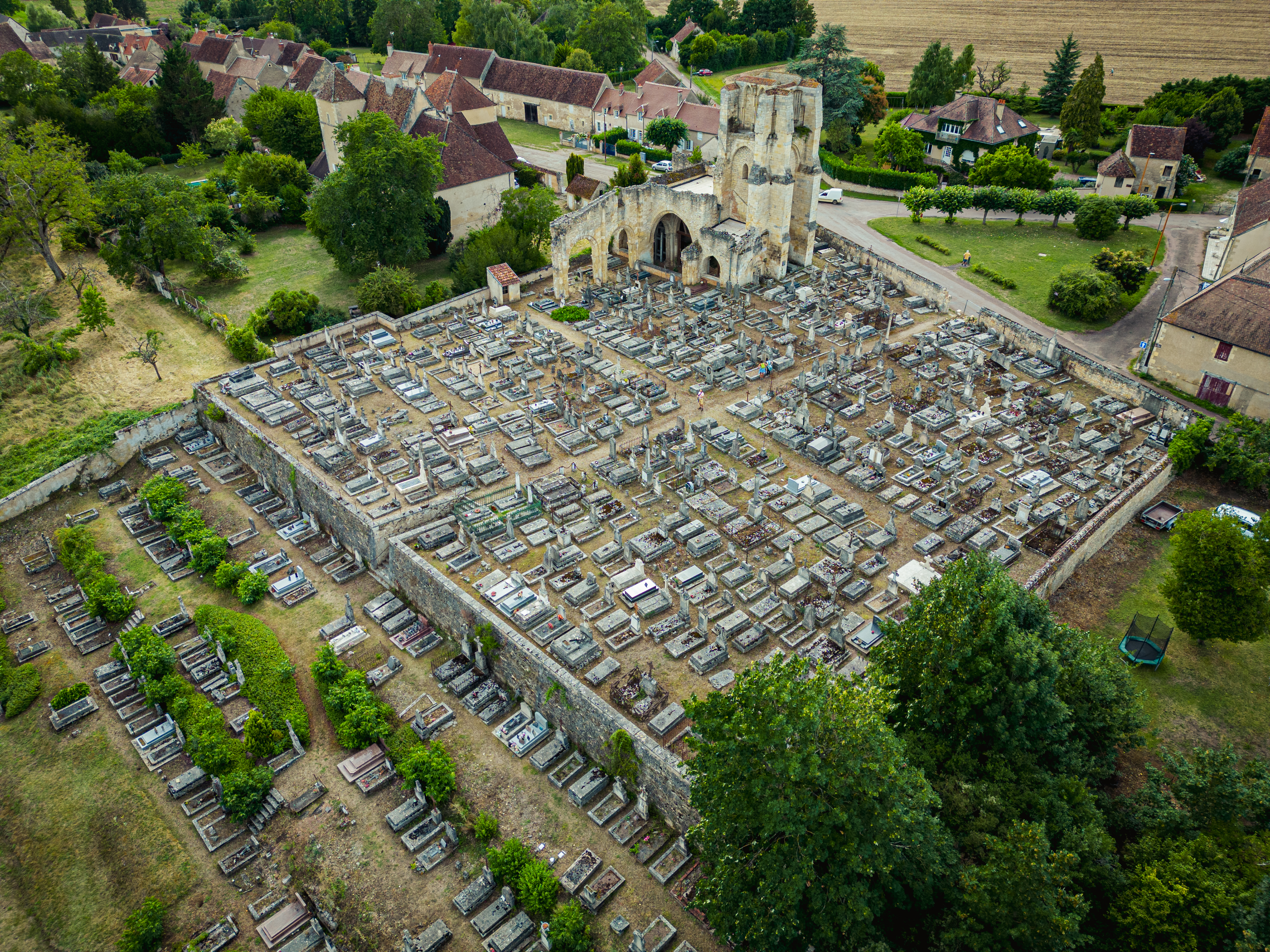
Vue aérienne du cimetière de Donzy-le-près, à Donzy

Donzy a été la capitale d’une baronnie et l’un des fiefs les plus importants de Bourgogne-Franche-Comté : cf. Hervé IV de Donzy et ses successeurs les comtes de Nevers, Auxerre et Tonnerre. Donzy a été uni au comté de Nevers par le mariage du baron Hervé IV avec Mahaut de Courtenay, héritière des comtés de Nevers, Auxerre et Tonnerre. Désormais, les comtes puis ducs de Nevers ou du Nivernais, sont barons de Donzy jusqu'à la Révolution (le dernier étant Louis-Jules Mancini).
Lors des guerres de Religion, les chanoines réguliers de l'ordre de Saint-Augustin, officiants de l’église de Donzy, souhaitèrent mettre à l’abri les reliques de saint Caradeuc, patron de leur église depuis 1180. Ils choisirent pour cela l’église de Thury, dont les prieurs-curés étaient aussi de l’Ordre de Saint-Augustin et parce que la paroisse semblait éloignée des incursions des bandes calvinistes. Hélas, en 1587, une troupe de « reîtres » allant rejoindre sur la Loire l’armée de Henri de Bourbon (futur Henri IV) pillèrent et rançonnèrent la paroisse et, ayant découvert la châsse de saint Caradeuc, la brisèrent et jetèrent à la rue les reliques qu’elle contenait.
Mais plusieurs habitants de la paroisse les ramassèrent et les remirent au prieur-curé qui les plaça en lieu sûr en attendant des jours meilleurs. En 1612, Edmond Morin, prêtre-vicaire de Thury, Gilles Chevau, procureur fiscal, Julien Imbault et Pierre Coulade ont attesté par serment que les ossements ramassés par eux étaient bien ceux de saint Caradeuc et que les reliques furent déposées dans une nouvelle châsse par messire Jean Hasard, chanoine régulier de Saint-Martin de Nevers, en présence des fidèles réunis dans l’église paroissiale le 21 mars 1612.
En 1616, Donzy, qui soutenait le parti de Charles de Gonzague (duc de Nevers et donc descendant et héritier des Donzy) et de Condé (dont le père Henri avait d'abord épousé Marie de Clèves-Nevers) et qui était défendu par Pierre de Gayardon II,. Siège de Donzy par les troupes du roi commandées par le maréchal de Montigny. Parmi ces troupes, se trouve le régiment du Bourg de Lespinasse. La ville eut à supporter quelques dommages.
22 août 1688 : Mgr André Colbert, 102e évêque d’Auxerre, fait effectuer la translation des reliques de saint Caradeuc dans la nouvelle châsse en bois doré qu’il a demandée, avec la vérification du certificat du 21 mars 1612 authentifiant lesdites reliques.
En 1764, le commerce consistait en bois et en fer. Il se tenait à Donzy cinq foires par an, chacune d'une journée ; le 22 janvier, jour de Saint-Vincent ; le 25 juin, le 16 août, le 28 octobre, jour de Saint-Simon et Saint-Jude, et le 30 novembre, jour de Saint-André.

Tous les samedis, il y avait un marché. Les habitants y sont à l'aise, et plusieurs vivent dans l'opulence

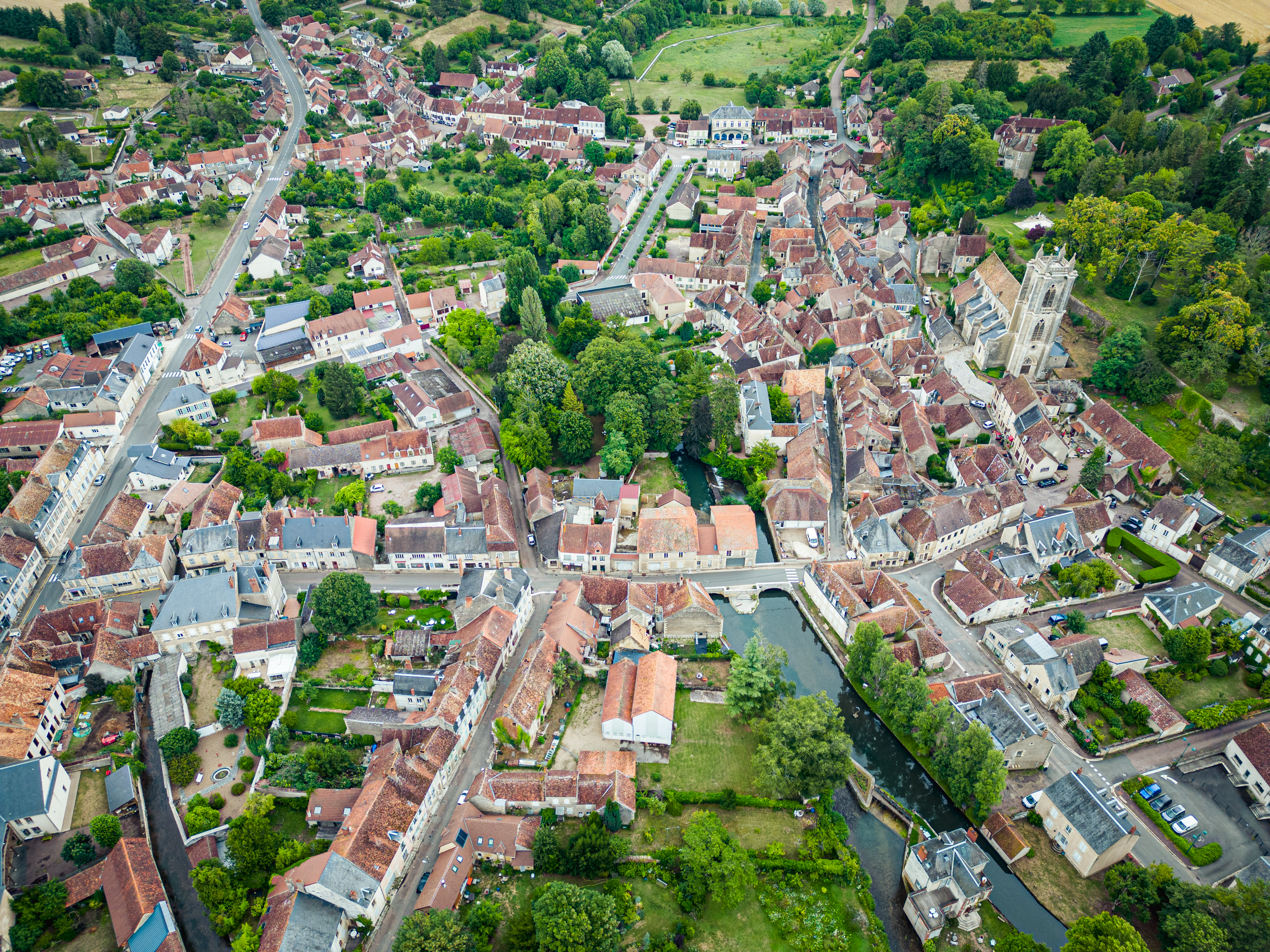
Vue aérienne de Donzy prise à l'été 2023

### XIXesiècle
- L'église Saint-Caradeuc est reconstruite entre 1839 et 1842[23].
- Sous le Second Empire, Donzy était appelée Donzy-l’Impérial.

### XXesiècle
Pendant la Première Guerre mondiale, 106 Donziais sont morts et 15 sont décédés lors de la Seconde Guerre mondiale.

## Politique et administration
Donzy était sous l'Ancien Régime du diocèse d'Auxerre, archidiaconé : Auxerre ; du Parlement de Paris, intendance de Bourges, généralité de Moulins jusqu'en 1696, élection de La Charité-sur-Loire, généralité de Moulins jusqu'en 1696 ; subdélégation de Donzy ; grenier à sel de Cosne-sur-Loire ; coutume : d'Auxerre ; bailliage : Auxerre ; doyenné : Varzy, gouvernement : Nivernais.

### Liste des maires
| Période                                  | Période   | Identité                   | Étiquette | Qualité              |
| ---------------------------------------- | --------- | -------------------------- | --------- | -------------------- |
| mars 2008                                | en cours  | Jean-Paul Jacob            | DVD       | Notaire              |
| mars 1989                                | mars 2008 | Bernard Devin              | DVG       | Instituteur retraité |
| mars 1977                                | ?         | Jack Bierre                | DVG       | Pharmacien           |
| 1971                                     | 1977      | Pierre Pradalier           | DVD       | Huilier              |
| 1947                                     | 1971      | Henri Clément              |           | Vétérinaire retraité |
| 1885                                     | 1906      | Octave Dubois              |           |                      |
| 1884                                     |           | Hubert Front               |           |                      |
| 1840                                     |           | Edme Faiseau-Lavanne       |           |                      |
| 1835                                     |           | Pèlerin-Alexandre Billetou |           | Notaire              |
| 1820                                     |           | Alexandre Dameron          |           |                      |
| 1705                                     |           | François de l'Espinasse    |           | Maire perpétuel      |
| Les données manquantes sont à compléter. |           |                            |           |                      |

### Culture politique
Donzy a connu une très relative célébrité, en effet ses électeurs avaient depuis des années la particularité de voter « comme l’ensemble de la France ». Les résultats électoraux étaient souvent quasi identiques (parfois même au dixième près, selon le maire en fonction jusqu’en mars 2008, Bernard Devin), aux résultats nationaux,.
En 2007, les Donziais avaient voté comme l’ensemble de la France. Pour le deuxième tour, Nicolas Sarkozy était élu à Donzy, mais il y avait un petit décalage par rapport aux résultats du vote de la France entière.
Les médias se sont beaucoup intéressés à ce phénomène avant le premier tour. Cette régularité s'est démentie au premier tour de l'élection présidentielle de 2012 : les Donziais ont placé N. Sarkozy en tête avec 27,2 % des voix devant F. Hollande qui obtient 25,5 %. Mais ils se sont rattrapés au second tour en plaçant F. Hollande à 50,6 %.
Une des autres curiosités de Donzy est que son église Saint-Caradeuc arbore le drapeau tricolore ainsi que la devise républicaine « Liberté, Égalité, Fraternité » sur sa façade. Ceci serait dû à des divergences entre le maire anticlérical et le curé à la fin du XIXe siècle.

## Population et société
- En 1764, on y comptait 282 feux.[réf. souhaitée]

### Démographie
L'évolution du nombre d'habitants est connue à travers les recensements de la population effectués dans la commune depuis 1793. Pour les communes de moins de 10 000 habitants, une enquête de recensement portant sur toute la population est réalisée tous les cinq ans, les populations de référence des années intermédiaires étant quant à elles estimées par interpolation ou extrapolation. Pour la commune, le premier recensement exhaustif entrant dans le cadre du nouveau dispositif a été réalisé en 2007.
En 2022, la commune comptait 1 542 habitants, en évolution de −2,96 % par rapport à 2016 (Nièvre : −3,28 %, France hors Mayotte : +2,11 %).
| 1793  | 1800  | 1806  | 1821  | 1831  | 1836  | 1841  | 1846  | 1851  |
| ----- | ----- | ----- | ----- | ----- | ----- | ----- | ----- | ----- |
| 2 100 | 2 109 | 3 500 | 3 067 | 3 566 | 3 635 | 3 791 | 3 978 | 4 053 |

| 1856  | 1861  | 1866  | 1872  | 1876  | 1881  | 1886  | 1891  | 1896  |
| ----- | ----- | ----- | ----- | ----- | ----- | ----- | ----- | ----- |
| 3 946 | 4 047 | 4 041 | 3 804 | 3 935 | 3 638 | 3 550 | 3 532 | 3 095 |

| 1901  | 1906  | 1911  | 1921  | 1926  | 1931  | 1936  | 1946  | 1954  |
| ----- | ----- | ----- | ----- | ----- | ----- | ----- | ----- | ----- |
| 2 877 | 2 876 | 2 866 | 2 502 | 2 387 | 2 237 | 2 159 | 2 068 | 1 911 |

| 1962  | 1968  | 1975  | 1982  | 1990  | 1999  | 2006  | 2007  | 2012  |
| ----- | ----- | ----- | ----- | ----- | ----- | ----- | ----- | ----- |
| 1 935 | 1 898 | 1 908 | 1 890 | 1 719 | 1 659 | 1 640 | 1 637 | 1 602 |

| 2017  | 2022  | - | - | - | - | - | - | - |
| ----- | ----- | - | - | - | - | - | - | - |
| 1 583 | 1 542 | - | - | - | - | - | - | - |

## Économie
L'entreprise familiale Soyez Frères, dont l'usine est située à La Bertine, fabriquait à son origine des pailles et des cure-dents à partir de plumes animales. En 1961, cette matière première naturelle fut remplacée par la matière plastique. À la suite de l'interdiction des pailles en plastique en Europe, elle a investi dans un parc de machines pour fabriquer des pailles en carton. Outre les pailles destinées à la clientèle des cafés et bars, de la restauration à emporter et des industries de boissons, elle continue à fabriquer des paillages en matière plastique pour les fromageries (affinage et présentation). La société emploie une centaine de personnes.

## Culture locale et patrimoine
Le château et la cité fortifiée de Donzy au XVe siècle sont figurés sur l'armorial de Guillaume Revel.

### Lieux et monuments

#### Monuments religieux

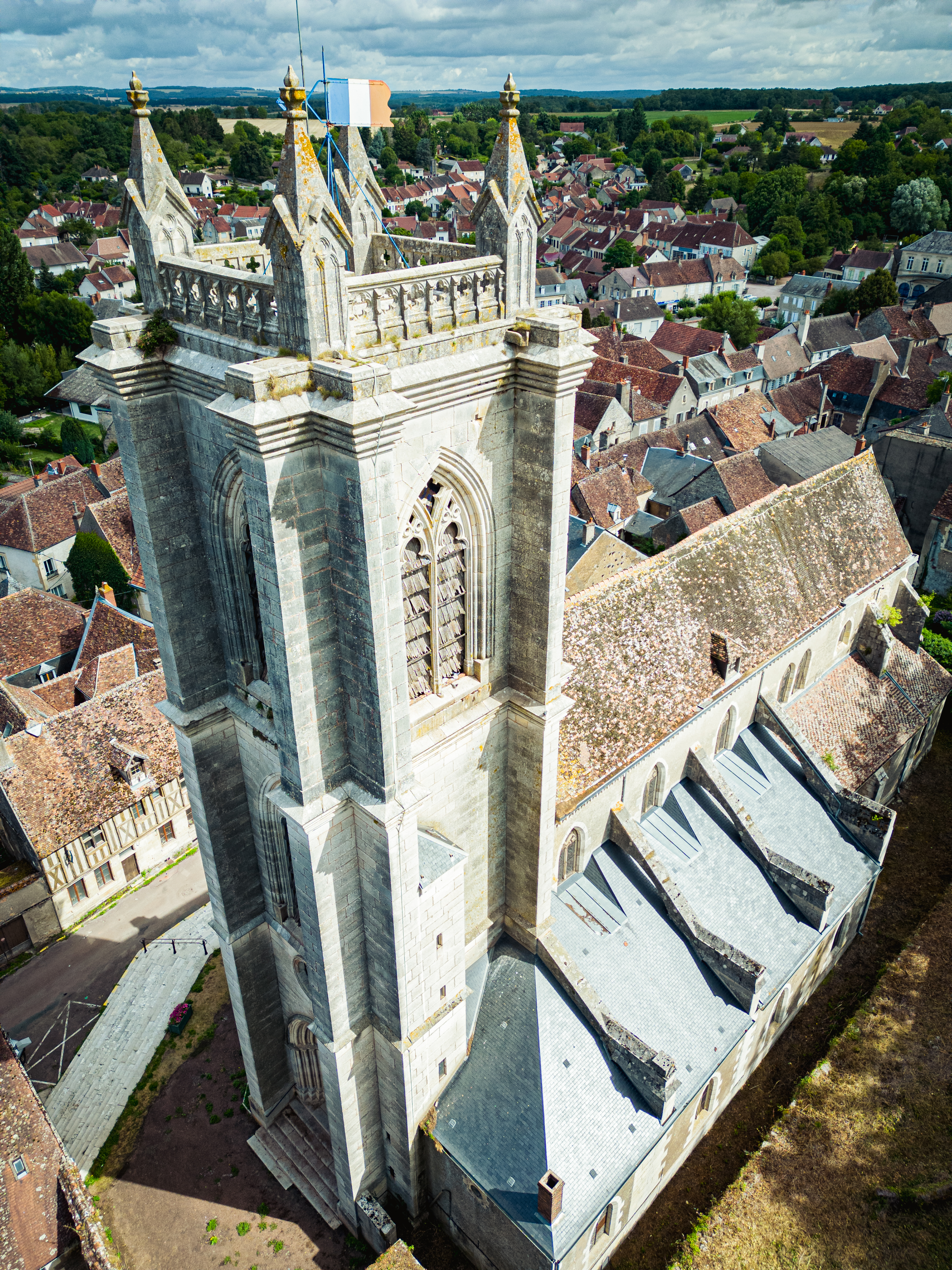
Vue aérienne de l'église Saint-Carad'heuc à Donzy

- Vue aérienne de l'église Saint-Carad'heuc à DonzyÉglise Saint-Caradeuc, 10 rue de l'Étape, édifice  Inscrit MH (1998) en totalité. Église paroissiale autrefois collégiale de Saint-Caradeuc de Donzy, fondée au XIIe siècle, détruite et rebâtie à plusieurs reprises. L'édifice actuel fut construit au cours des XVe, XVIe, 2e quart XIXe siècle par l'architecte Paillard. Sa cloche, datée de 1700, provient de l'église Notre-Dame-du-Pré. Le chœur se termine par un chevet à pans coupés, il est voûté sur membrures rondes datant du XVe siècle. L'église comprend trois nefs flanquées de chapelles du XVe siècle dont l'une a ses membrures prismatiques portées sur les quatre animaux symbolique de la Bible qui sont les seuls vestiges de l'édifice primitif, avec des fenêtres gothiques à remplages flamboyants. Elle possède un clocher-porche. La porte latérale du XVIe siècle comporte des moulures, des marmousets, de petits animaux ; rampants des pignons de la sacristie, garnis de crosses végétales et de gargouilles. Dans la chapelle du sud, un autel avec quatre pilastres à moulures datant du XVIe siècle. Fonts baptismaux du XVIe siècle, surprenante épigraphe extérieure Liberté, Égalité, Fraternité datant de 1881 ;
- Église Saint-Martin-du-Pré, ancienne église paroissiale du XIe siècle, restaurée en 2013. Elle abrite plusieurs pierres tombales des XVIe et XVIIe siècles, dont celle de Françoise de la  Rivière, dame d'honneur de la Reine Margot. Protection par grille ;
- L’ancien prieuré Notre-Dame-du-Pré de Donzy, dont il ne reste que les ruines de l'église Notre-Dame-du-Pré. Ce monastère relevait de l’abbaye de Cluny dont elle est l’un des plus remarquables chefs-d’œuvre[33] ;
- Le prieuré Notre-Dame de l'Épeau, monastère cistercien fondé en 1214 par Hervé IV de Donzy et son épouse Mahaut de Courtenay. Pillée par les troupes protestantes au XVIe siècle. Ses ruines sont vendues à des particuliers (XVIIIe siècle). Située au nord-est de Donzy, c'est aujourd'hui une propriété privée ;
- Chapelle Saint-Étienne de la Grande Brosse, ancienne chapelle du château, nef chœur et abside, chapiteaux du portail, 2e quart du XIIe siècle ;
- Au XVIIe siècle, un couvent de religieuses de l'ordre de Saint-Augustin est installé dans l’ancien hôpital de la ville, vendu par la communauté des habitants, avec la permission de l'évêque d'Auxerre Pierre de Broc. Les premières religieuses sont tirées de la maison du même ordre, établie à Laon en Picardie. L’hôpital est alors transféré dans un bâtiment voisin[34]. Ce couvent, qui n'existe plus aujourd'hui, se trouvait derrière l'actuelle mairie ;
- Un Hôtel-Dieu, desservi par des religieuses.

#### Monuments civils
- Le château de Donzy.
- Le moulin de Maupertuis, datant du XVe siècle, a fonctionné jusqu'en 1961. Il est inscrit aux monuments historiques depuis 1991. Devenu « Écomusée de la Meunerie », il invite aujourd’hui à découvrir les gestes des meuniers d'antan ainsi que le processus de transformation du blé en farine (ce moulin construit sur le cours du Nohain a en effet conservé l'ensemble de ses dispositifs mécaniques[35]).
- Le moulin de madame Pradalier, ou moulin de l'Île, est le seul encore en activité en 2017. Il date du XIXe siècle, avec une meule de pierre, des pressoirs inversés et une turbine hydraulique activée par la rivière. On y produit de l'huile de noix et de noisettes depuis 150 ans[36],[37],[38].
- Les maisons à colombages.

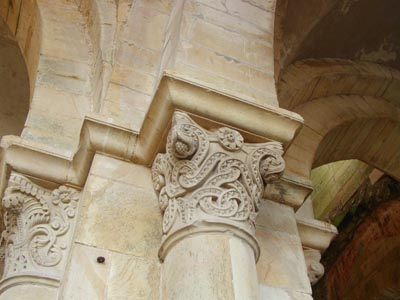
Colonne de l'église de Notre-Dame-du-Pré.
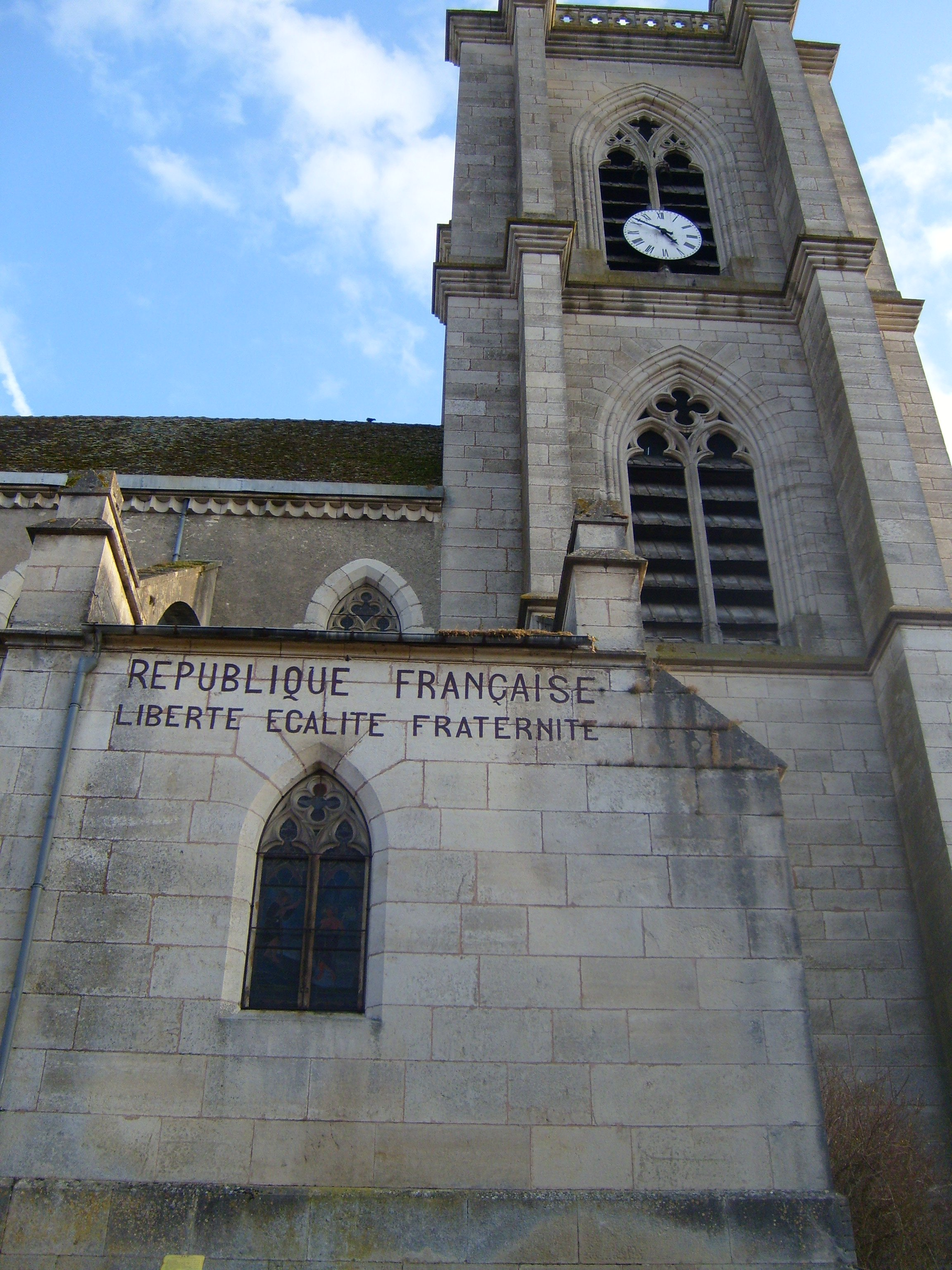
Devise républicaine sur la façade de l’église Saint-Carad'heuc.
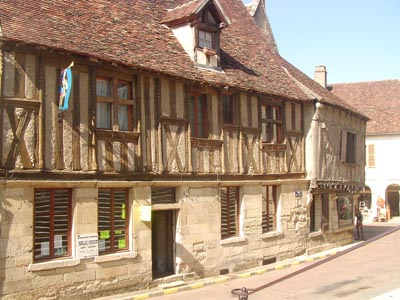
Maisons à colombages dans la rue de l'Étape.
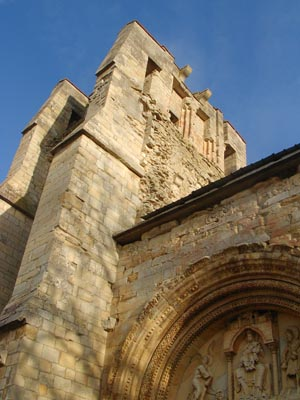
Clocher de l'ancienne église Notre-Dame-du-Pré.

### Nature
Le tilleul quadricentenaire de la Grande Brosse est situé à proximité de la chapelle Saint-Étienne. Cet arbre creux a une hauteur d'environ quinze mètres et une circonférence de huit mètres.

### Cinéma
Donzy et sa campagne sont le décor principal de Quand vient l'automne (2024) de François Ozon.

### Personnalités liées à la commune
- Jean Pigeon (1654-1739 ?), mécanicien né à Donzy.
- François-Louis Godon (1755-1800), maître-horloger né à Donzy.
- Général Nicolas Augustin Paliard dit Paillard (1756-1832), né dans la commune, décédé à Entrains-sur-Nohain.
- Pierre Justin Couroux-Desprez (1757-1823), homme politique né à Donzy.
- François Paul Legendre (1759-1817), avocat et homme politique, né à Donzy ; il fut député à la Convention, puis membre du Conseil des Cinq-Cents ; Napoléon le nomma sous-préfet pendant les Cent-Jours.
- Jean-Baptiste Faiseau, agent du dernier duc de Nivernois, Louis-Jules Mancini-Mazarini, et Jeanne Fardyr, femme Rapin, domiciliés à Donzy, sont condamnés à mort le 27 messidor an II (15 juillet 1794), par le tribunal révolutionnaire séant à Paris, comme conspirateurs[39].
- Augustin Crosnier, ecclésiastique et érudit nivernais, curé de Donzy de 1835 à 1850[40].
- La famille Dupin , qui a donné à la France de nombreux magistrats, administrateurs, hommes politiques et hommes de science sous l’Ancien Régime et au XIXe siècle, était installée à Donzy et à Varzy depuis le XVIe siècle.
- Victor Monmignaut (1819-1891), artiste peintre, natif du moulin de la Bertine à Donzy.
- Armand Bedu (1834-1908), historien local et auteur d'une Histoire de Donzy manuscrite, né à Donzy, secrétaire de la mairie, domicilié rue Notre-Dame[41].
- Auguste Muri (1854-1908), artiste peintre décédé à Donzy.
- Émile Paley, artiste peintre (Donzy, 1843 - Saint-Révérien, 1919), a décoré l'église de Saint-Révérien.
- Louis Dumur (1863-1933), écrivain suisse, a situé l’action de son roman Un Coco de génie à Donzy (Mercure de France, 1902).
- Franc-Nohain (pseudonyme de Maurice Legrand), poète né à Corbigny (1872-1934), y passa ses vacances durant son enfance.
- René-Albert Fleury (1877-1950), poète, né à Donzy.
- André Audinet (1898-1948), journaliste et sportif, né à Donzy.
- Georges Blanchard (1902-1976), écrivain, homme de théâtre et poète patoisant, né à Donzy.
- Henri Prévost (1904-1969), coureur cycliste, né à Donzy.
- Yves Hézard (né à Donzy en 1948, cycliste professionnel de 1971 à 1981.
- Louise Bachellerie (née à Donzy en 1948), romancière populaire.
- Jacky Rigaux (né à Donzy en 1948), est un psychologue, universitaire chargé de formation continue à l'université de Bourgogne, écrivain français, il est responsable du secteur « Vigne, Vin, Terroirs » et du secteur « Médico-Psycho-Social », deux secteurs d’activité de formation et de recherche, en Psychanalyse et en Connaissance des Terroirs et Dégustation.

### Héraldique
| Blason | Blasonnement : « D'azur à trois pommes de pin d'or; à la filière du même. » |